# گوژپشت (فیلم ۱۹۱۴)
گوژپشت (انگلیسی: The Hunchback) فیلمی است که در سال ۱۹۱۴ منتشر شد. از بازیگران آن می‌توان به لیلین گیش، ویلیام گاروود، و اف.ای. ترنر اشاره کرد.